# Sotsugyō (chanson de Zone)
Pour les articles homonymes, voir Sotsugyō.
Singles de ZONE
Boku No Tegami
(2003) Taiyō No Kiss
(2004)
Sotsugyō est le 12e single major du groupe ZONE sous le label Sony Music Records et le 13e en tout, sorti le 4 février 2004 au Japon. Il arrive 5e à l'Oricon et reste classé 8 semaines pour un total de 61 000 exemplaires vendus dans cette période. C'est le premier single avec TOMOKA et sans TAKAYO.
Sotsugyō se trouve sur l'album N, sur la compilation E ~Complete A side Singles~ et sur l'album en hommage au groupe ZONE Tribute ~Kimi ga Kureta Mono~; tandis que Album se trouve sur la compilation Ura E ~Complete B side Melodies~.

## Liste des titres
Les paroles et la musique ont été composées par Machida Norihiko (町田紀彦).
| 1. | Sotsugyō (卒業)                  | 4:24 |
| 2. | Album (アルバム)                 | 4:01 |
| 3. | Sotsugyō (backing track) (卒業)  | 4:24 |
| 4. | Album (backing track) (アルバム) | 3:59 |